# Nanami Seki
Nanami Seki (Funabashi, 12 giugno 1999) è una pallavolista giapponese, palleggiatrice della UYBA.

## Carriera

### Club
La carriera di Nanami Seki inizia nei tornei scolastici giapponesi con la Chiba Kenritsu Kashiwai. Fa il suo esordio da professionista nella stagione 2018-19, quando viene ingaggiata dalle Toray Arrows, in V.League Division 1, raggiungendo la finale scudetto, insignita del premio come miglior esordiente e inserita nel sestetto ideale del torneo, e conquistando la vittoria al Torneo Kurowashiki.
Nell'annata 2024-25 si trasferisce in Italia vestendo la maglia dell'Imoco, in Serie A1, con cui vince la Supercoppa italiana, il campionato mondiale per club, la Coppa Italia, lo scudetto e la Champions League. Nell'annata successiva, pur restando nella massima divisione italiana, approda alla UYBA.

### Nazionale
Dopo aver conquistato con la nazionale under 19 la medaglia d'oro al campionato asiatico e oceaniano under 19 2016, fa il suo esordio in nazionale maggiore nel 2019, quando conquista la medaglia d'argento al Montreux Volley Masters, dove viene premiata come miglior palleggiatrice, e quella d'oro al campionato asiatico e oceaniano. Nel 2023 mette al collo la medaglia di bronzo alla Coppa del Mondo mentre l'anno successivo è la volta dell'argento alla Volleyball Nations League.

## Palmarès

### Club
- Campionato italiano: 1

2024-25
- Torneo Kurowashiki: 1

2019
- Coppa Italia: 1

2024-25
- Supercoppa italiana: 1

2024
- Campionato mondiale per club: 1

2024
- CEV Champions League: 1

2024-25

### Nazionale (competizioni minori)
- Campionato asiatico e oceaniano under 19 2016
- Montreux Volley Masters 2019

### Premi individuali
- 2019 - V.League Division 1: Miglior esordiente
- 2019 - V.League Division 1: Sestetto ideale
- 2019 - Montreux Volley Masters: Miglior palleggiatrice